# Stâlpnic

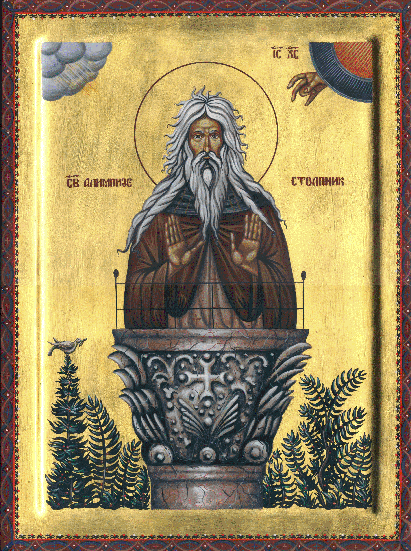
Alipie Stâlpnicul

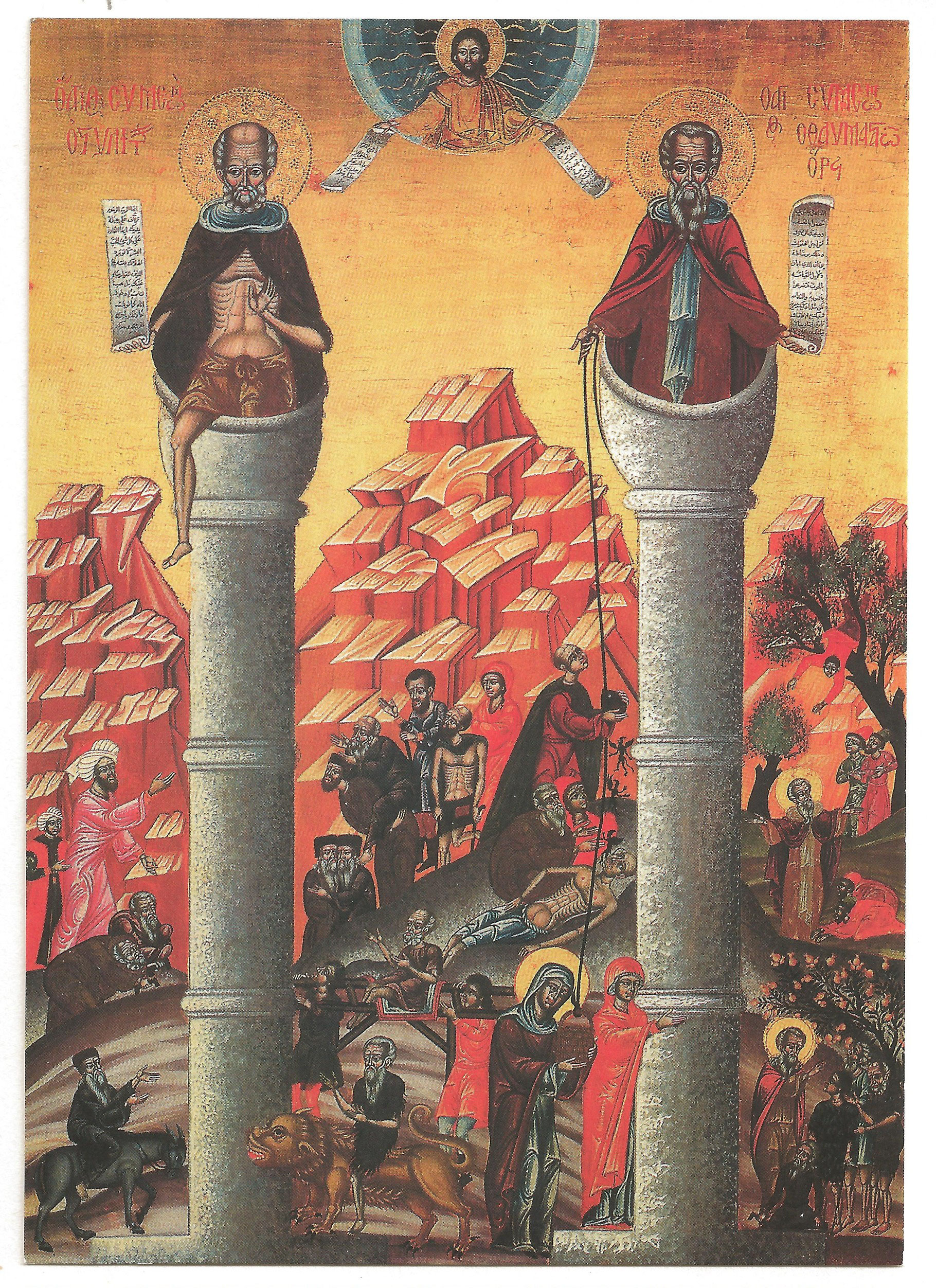
Icoană cu cei doi sfinți Simeon Stâlpnicul cel Bătrân și cel Tânăr

Stâlpnicul este un pustnic (ascet) care a trăit retras pe vârful unui munte înalt sau pe capitelul unei coloane (gr. stylos) sau în vârful unui turn. Astfel acesta trăia într-un spațiu strâmt fără acoperiș, unde a putut sta doar în picioare sau îngenunchiat (nu are loc pentru a se alungi), în bătaia soarelui, a vânturilor, a ploii și sub privirile oricărui trecător. Mâncarea stâlpnicului este doar aceea pe care oamenii vor să i-o urce, cu ajutorul unei scări sau a unei frânghii.
În limba română contemporană uneori se folosește pentru "stâlpnic" neologismul "stilit / stilitul / stiliți /stiliții".

## Istorie
Această formă de ascetism a apărut în Siria, în prima jumătate a secolului al V-lea, și cei mai cunoscuți practicanți sunt sfinții Simeon Stâlpnicul cel Bătrân (390-459) și Simeon Stâlpnicul cel Tânăr (sau Simeon din Muntele Minunat, 521 - 592).

## Sfinți stâlpnici
- Simeon Stâlpnicul (389-459), sărbătorit la 1 septembrie
- Daniil Stâlpnicul (409-493), ucenic al sfântului Simeon Stâlpnicul, sărbătorit la 11 decembrie
- Simeon Noul Stâlpnic (+592), sărbătorit la 24 mai
- Alipie Stâlpnicul (sec. 7-8), sărbătorit la 26 noiembrie
- Lazăr Stâlpnicul (968-1054), sărbătorit la 8 noiembrie